# Petit Oiseau
Petit Oiseau ist ein Jazzalbum des William Parker Quartet. Die am 15. Dezember 2006 im Systems Two Studio, Brooklyn, entstandenen Aufnahmen erschienen am 14. Oktober 2008 auf AUM Fidelity.

## Hintergrund
Petit Oiseau (französisch für „kleiner Vogel“) war nach O’Neal’s Porch (2001) und Sound Unity (2005) das dritte Album des von William Parker geleiteten Quartetts mit Hamid Drake, Rob Brown und Lewis Barnes. „Malachi’s Mode“ ehrt Malachi Favors Maghostus, Bassist und Gründungsmitglied des Art Ensemble of Chicago. „Shorter for Alan“ würdigt Wayne Shorters Bruder Alan Shorter, einen Trompeter von kompromissloser Kreativität, der als Free-Jazz-Session-Leader bekannt ist, und für seine Zusammenarbeit mit Marion Brown und Archie Shepp. Die treibende Kraft, die den schwedischen Hardbop-Aufnahmen des Bassisten Tommy Potter aus dem Jahr 1956 innewohnte, scheint darauf hinzudeuten, dass „Four for Tommy“ dieser Person gewidmet ist. Parkers Melodie könnte sogar direkt von Potters in Schweden entstandenen Album Hard Funk inspiriert worden sein.
Mit dem 2012 entstandenen Livealbum Live in Wroclove [sic!] setzte das William Parker Quartett seine Zusammenarbeit fort.

## Titelliste
- William Parker Quartet: Petit Oiseau (AUM050)[3]

1. Groove Sweet: Groove #7 / Hamid’s Groove / Daughter’s Joy 18:00
2. Talaps Theme 5:33
3. Petit Oiseau 9:34
4. The Golden Bell 6:26
5. Four for Tommy 4:07
6. Malachi’s Mode 8:07
7. Dust from a Mountain 5:56
8. Shorter for Alan 12:38

Die Kompositionen stammen von William Parker.

## Rezeption
Allmusic verlieh dem Album vier Sterne; sein Rezensent meinte, das Album könne als Triumphzug eines der stärksten und lohnendsten Quartette des frühen 21. Jahrhunderts angesehen werden. Hier habe die unerschöpfliche Quelle von Parkers Fantasie zu acht farbenfrohen Studien geführt, von denen drei als Hommage an seine musikalischen Helden gedacht seien.

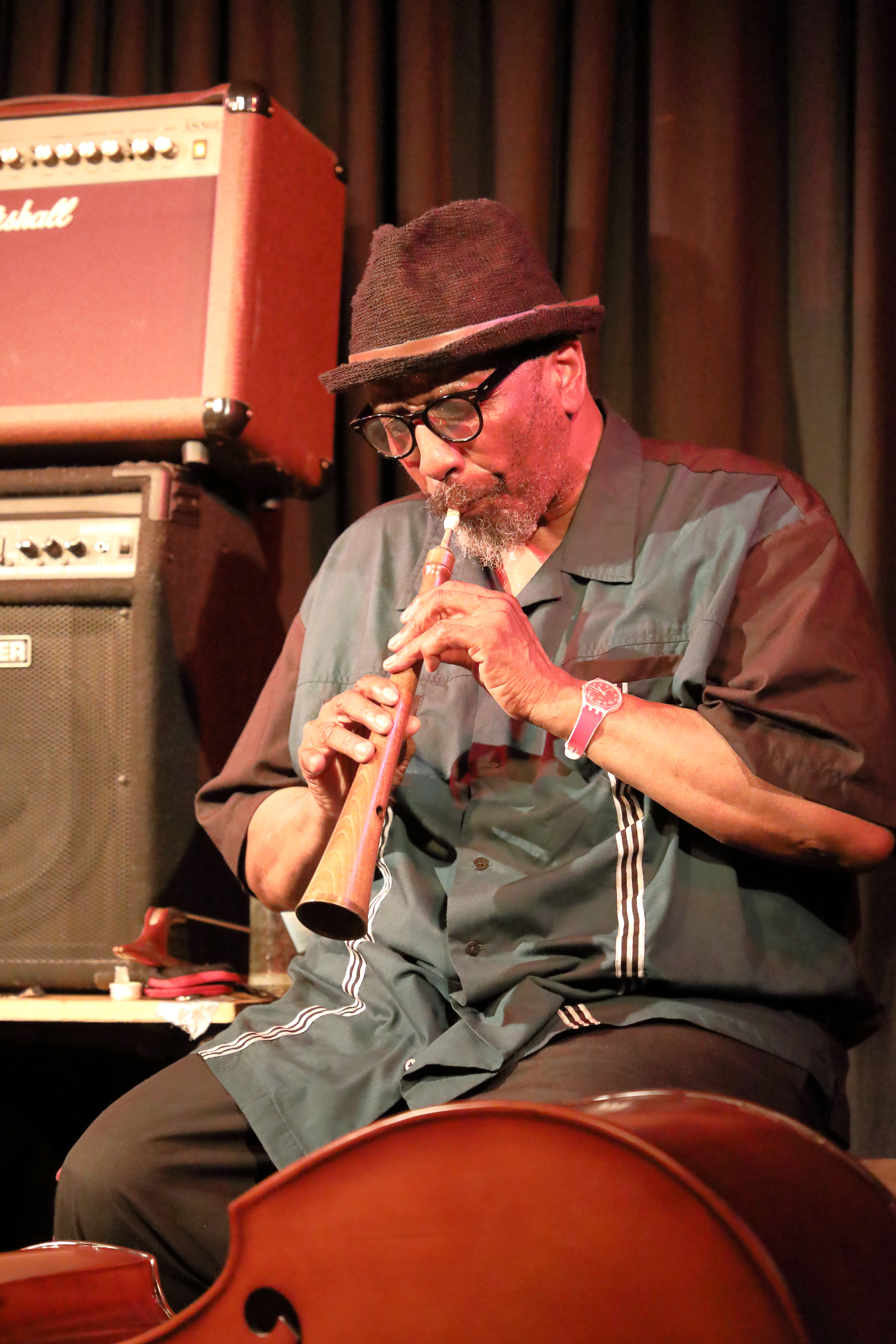
William Parker (im club W71 Weikersheim 2019)

Nach Ansicht von Troy Collins, der das Album in All About Jazz rezensierte, sind nur wenige erfahrene Jazzgruppen in der Lage, interne und externe Traditionen so anmutig auszubalancieren wie Parkers Flaggschiff-Ensemble der letzten zehn Jahre. Trotz all seiner avantgardistischen Referenzen sei Parker auch tief in der Jazztradition verwurzelt. Dieses Ensemble interpretiere seine verführerischen Kompositionen mit einer Kombination aus harmonischer Raffinesse und gefühlvollem Überschwang, und einem Spektrum, das vom überschwänglichen Post-Bop des Titeltracks bis in zu exotischen Reiseberichten reiche. Parker and Drake würden als eine der besten Rhythmusgruppen von heute agieren, bekannt für ihre Fähigkeit, unterschiedliche ethnische Traditionen aus der ganzen Welt in vielschichtige Polyrhythmen zu integrieren, die für ausgedehnte Jazzimprovisationen geeignet sind. Schmachtende Reggae-Grooves, ländliche afrikanische Trommelmuster, nahöstliche modale Vamps und verschiedene Folk-Motive seien alle in ihre erhabenen Post-Bop-Exkursionen integriert.
Ebenfalls in All About Jazz schrieb John Sharp, das dritte Album dieser Gruppe folge der Erfolgsformel aus einfallsreichen Soli, sich entwickelnden Grooves und kurzen, eingängigen Themen. Rob Brown würde auf eloquente Weise seinen Anspruch als einer der flüssigsten Altsaxophonisten der Szene erheben, egal ob er mit langsam brennender Intensität wie bei „The Golden Bell“ gefühlvoll spiele oder bei „Four for Tommy“ nach einem Altissimo-Höhepunkt strebe. Lewis Barnes, dessen Stern nach einem Auftritt beim Vision Festival 2008 aufgehen sollte, predige mit starker Wirkung, sei aber im geübten Zusammenspiel mit Brown in Bestform. Über fast 18 Minuten verschmelze das eröffnende „Groove Sweet“ drei Stücke, um einen Vorgeschmack darauf zu geben, wie die Band im Konzert Melodien in ununterbrochenen Sequenzen von über fünfzig Minuten zusammenbringt und unmerklich von einem Riff zum nächsten wechsle, ohne erkennbare Signale. Weiterer Höhepunkt sei das beschwingte „Malachi’s Mode“, das ein südafrikanisches Kwela-Feeling und einen ausgedehnten Vordergrund für Parkers Bass aufweist, der dem Widmungsträger, dem verstorbenen Bassisten Malachi Favors des Art Ensemble of Chicago angemessen sei.
Nach Ansicht von Lyn Horton (All About Jazz) ist William Parker ein vollendeter musikalischer Geschichtenerzähler. In jeder Gruppe, die er leitet, werde er zu einer modernen Version des klassischen Homer, um über Generationen hinweg die wesentliche Botschaft der Musik weiterzugeben: dass sie ein Teil von uns allen ist und wir ohne sie eher dazu neigen würden, seelenlos zu sein. Für Parker vermittle Musik innerhalb des Klangkontinuums alles, was menschlich ist, hoffentlich in Begriffen, die die Güte der Menschheit implizieren, eine starke Spiritualität und das, was die Unmenschlichkeit des Menschen gegenüber dem Menschen und diesem Planeten transzendiert. Parkers Quartett sei eng verbunden; ihr dichtes Spiel setze Maßstäbe und präge ihren Sound. Als einzelne Instrumentalisten könne sich jeder darauf verlassen, dass der andere auf bestimmte Phrasierungen reagiere, ohne tangential zu sein, wodurch die Integrität der Gruppe gewährleistet werde.